# ليزا غيورنسي
ليزا غيورنسي (بالإنجليزية: Lisa Guernsey)‏ هي صحفية أمريكية، ولدت في 6 أبريل 1971 في فرجينيا في الولايات المتحدة.